# Iglesia de Santiago (Puente la Reina)
La iglesia de Santiago es la principal iglesia parroquial católica de Puente la Reina (la otra es la de San Pedro) en Navarra, España. Se trata de un edificio gótico tardío del siglo XVI, que conserva trazas y elementos del primitivo templo románico del siglo XII. El campanario y los retablos del interior son barrocos del siglo XVIII. Está situada en el centro del casco histórico de la localidad, en la calle Mayor, por la que discurre el Camino de Santiago.
En 1931 fue declarada Monumento histórico-artístico,
por lo que es Bien de Interés Cultural con categoría de Monumento.

## Arquitectura

### SigloXII
De la iglesia románica, que sabemos que ya existía a mediados del siglo XII, se conservan los muros perimetrales que conforman una única nave de gran anchura -probablemente dividida en tres naves en origen- sobre los que se alza la construcción del siglo XVI respetando las dos portadas románicas, una a los pies y otra a la calle Mayor. La principal es una portada de arco de medio punto abocinada por cinco arquivoltas, ricamente decoradas. La de los pies es más sencilla, con tres arquivoltas y casi sin ornamentación escultórica.

### SigloXVI

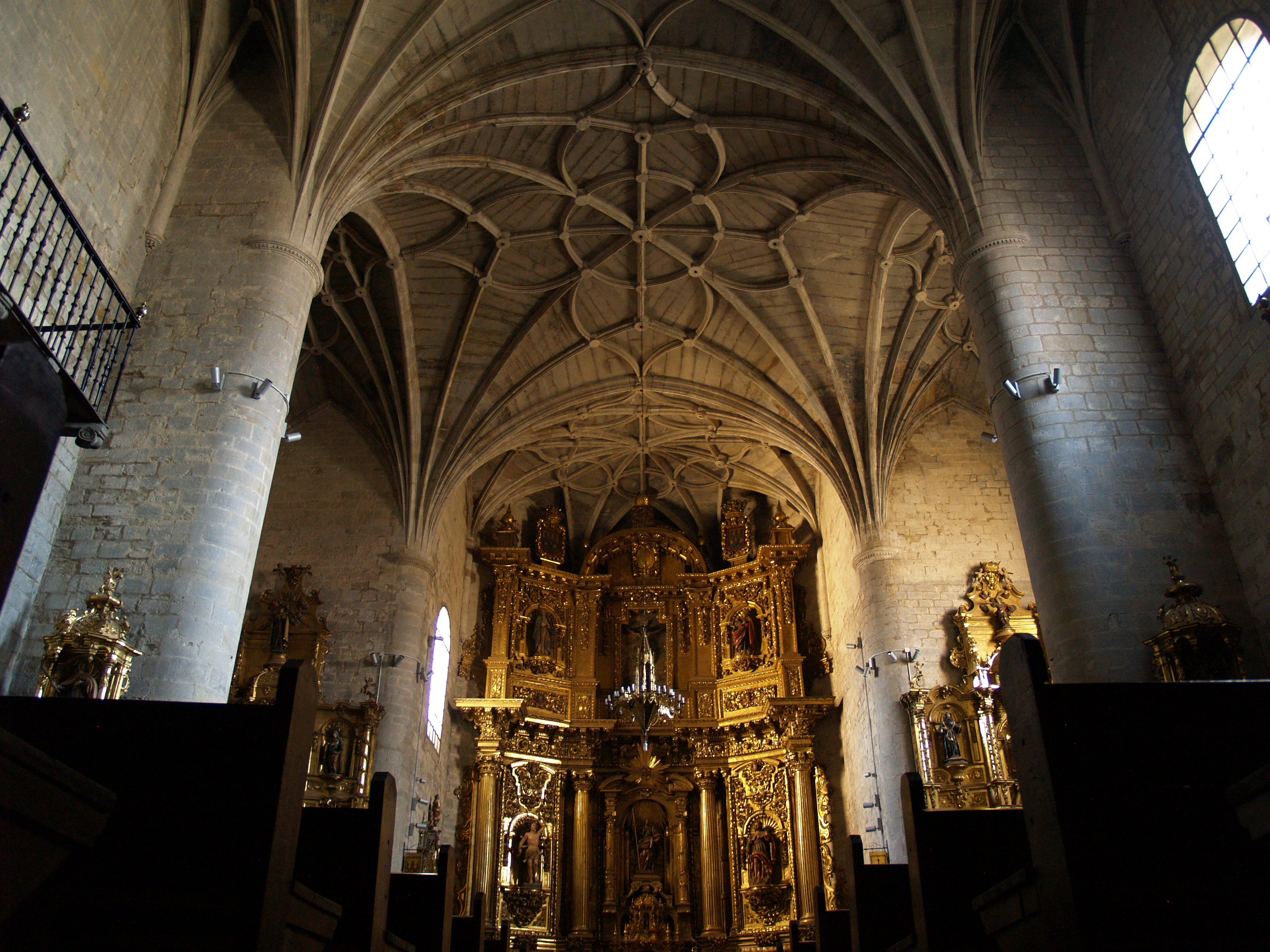
Bóveda de la nave central

La fábrica del siglo XVI se acopla a la perfección a los muros románicos, ampliando el espacio con crucero y cabecera y dando como resultado una iglesia de grandes dimensiones. Es perfectamente visible la diferencia entre el muro medieval, de sillar gris oscuro, del moderno, de tono más claro y amarillento. Las obras comenzaron en 1543 y se terminaron en 1566, bajo la dirección, sucesivamente, de dos canteros guipuzcoanos: Martín de Oyarzábal y Lázaro de Iriarte. Se trata de una iglesia de excelente cantería, muy espaciosa, con una planta de cruz latina de tres tramos más una cabecera poligonal. Los dos primeros tramos vienen separados por contrafuertes internos. Sobre el primero de ellos se alza el coro, mientras que en el segundo, entre ambos pares de contrafuertes, se disponen sendas capillas. Estos contrafuertes aparecen redondeados en sus extremos a modo de semicolumnas, a las que se añaden unas basas y molduras a modo de capitel con dentellones. El mismo tipo de molduración aparece en el arco que se abre a la cabecera. Las cubiertas son bóvedas estrelladas con conopios, de diferentes diseños, propias del gótico tardío español del siglo XVI, cuyos nervios descansan en ménsulas semicirculares con decoración vegetal. El coro fue concluido en 1575. Se alza una altura sobre tres arcos rebajados, mayor el central, que se apoyan sobre dos columnas exentas de fuste acanalado y otras dos adosadas, con capiteles de follaje. La escalera presenta en el pilar del que arranca el pasamanos un león que porta una cartela.

### SigloXVIII

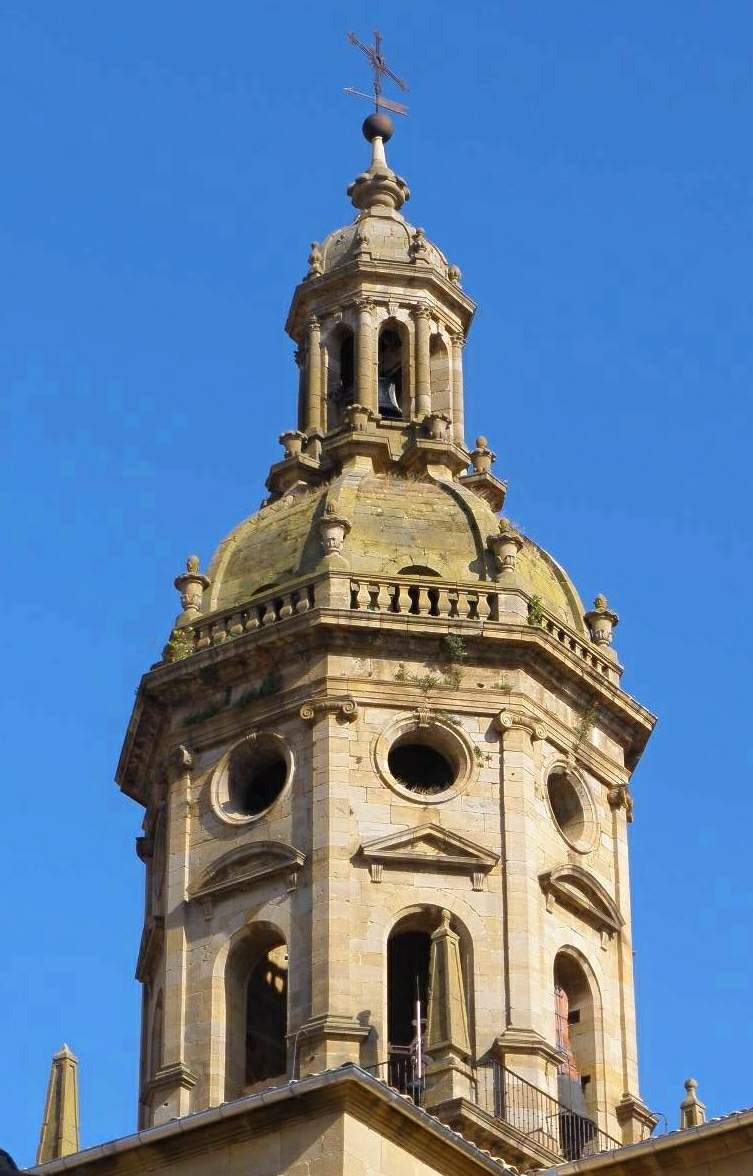
Cuerpo superior de la torre campanario (1778)

La torre, situada junto a la cabecera, por el lado de la Epístola, arranca con un cuerpo prismático del siglo XVI, dividido en dos secciones. El remate de la torre fue realizado entre 1776 y 1778, en un elegante estilo barroco tardío de sobrias líneas clasicistas, por Santos Ángel de Ochandátegui, colaborador del célebre arquitecto neoclásico Ventura Rodríguez. Consiste este en un cuerpo octogonal, articulado por pilastras jónicas ejecutadas con sillería escodada, entre las que se abren medios puntos para las campanas, rematados por frontones triangulares y curvos alternadamente y, sobre ellos, óculos, rematándose con un entablamento completo. Una balaustrada de piedra da paso a la cúpula nervada que prolonga la estructura octogonal del cuerpo de campanas con sus correspondientes óculos. Remata una linterna articulada por un orden corintio y una pequeña cúpula. Jarrones pétreos se disponen en los ángulos. Este modelo parece inspirado en las torres barrocas riojanas de Santa María la Redonda de Logroño. Una estancia de planta cuadrangular cubierta con una bóveda de terceletes con combados da paso a la escalera de caracol de acceso al campanario. Esta estancia pudo funcionar como sacristía antes de la construcción de la actual. Ochandátegui construyó también la lonja o atrio que cierra la iglesia hacia la calle Mayor. Está formada por pilares cajeados rematados en florones unidos por rejas de hierro. También en el siglo XVIII se construyó el claustro, la sacristía y la sala capitular.

## Escultura

### Portadas románicas

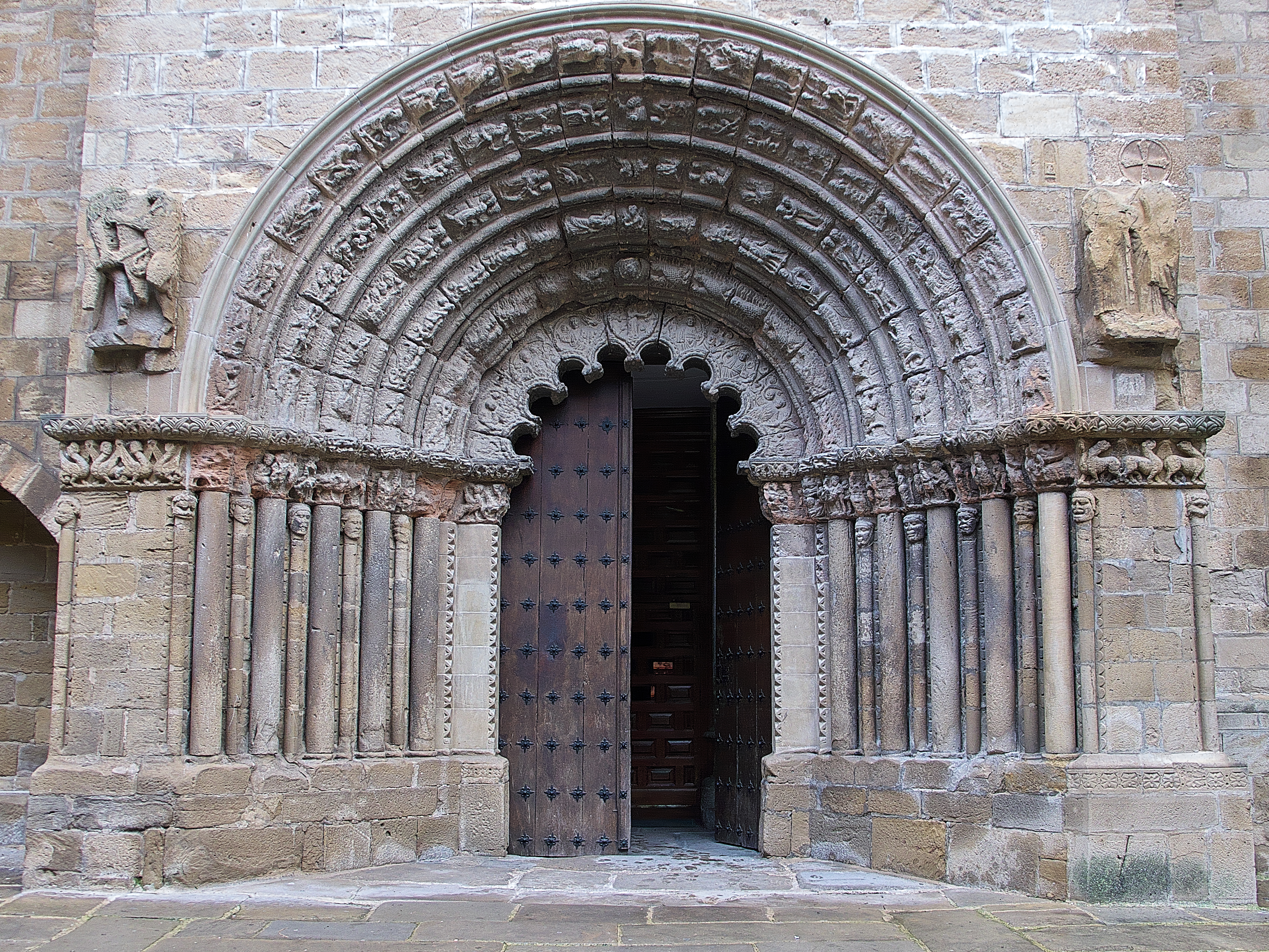
Portada principal

La puerta principal, que se abre a la calle Mayor, se fecha a comienzos del siglo XIII. Presenta una gran riqueza escultórica aunque en un avanzado estado de deterioro, que impide reconocer bien los temas representados. Pueden distinguirse algunas escenas con demonios representativas de pecados, personajes en lucha, leoles alados, dos peces cruzados, un caballero luchando con un dragón, etc. En las claves se distinguen del exterior al interior el Agnus Dei, Dios Padre bendiciendo, un ángel sobre una nube y una cabeza sobre una media luna. Carece de tímpano y su arco interior es lobulado al igual que las portadas de San Pedro de la Rúa de Estella y San Román de Cirauqui, aunque éstas son apuntadas. Entre los lóbulos -ocho- se disponen ángeles centrando a Cristo. Los cimacios están decorados con motivos vegetales y los capiteles, muy perdidos, presentan escenas figuradas. Se continúan en los frentes del paramento con arpías y leones alados. Los pilares de las jambas son producto de la última restauración. A ambos lados de la portada se conservan dos grupos de gran tamaño, un hombre clavando la espada a un león y una escena de lucha. En su conjunto la portada parece inspirarse en la de San Miguel de Estella.
La portada de los pies es algo más antigua, del siglo XII, y mucho más sencilla. Las arquivoltas descansan en columnillas con capiteles de hojas con bolas en las esquinas; un cuarto capitel sobre columna cortada se dispone a cada lado. En el tímpano hay un crismón.

### Imágenes góticas: Santiagobeltzay San Bartolomé

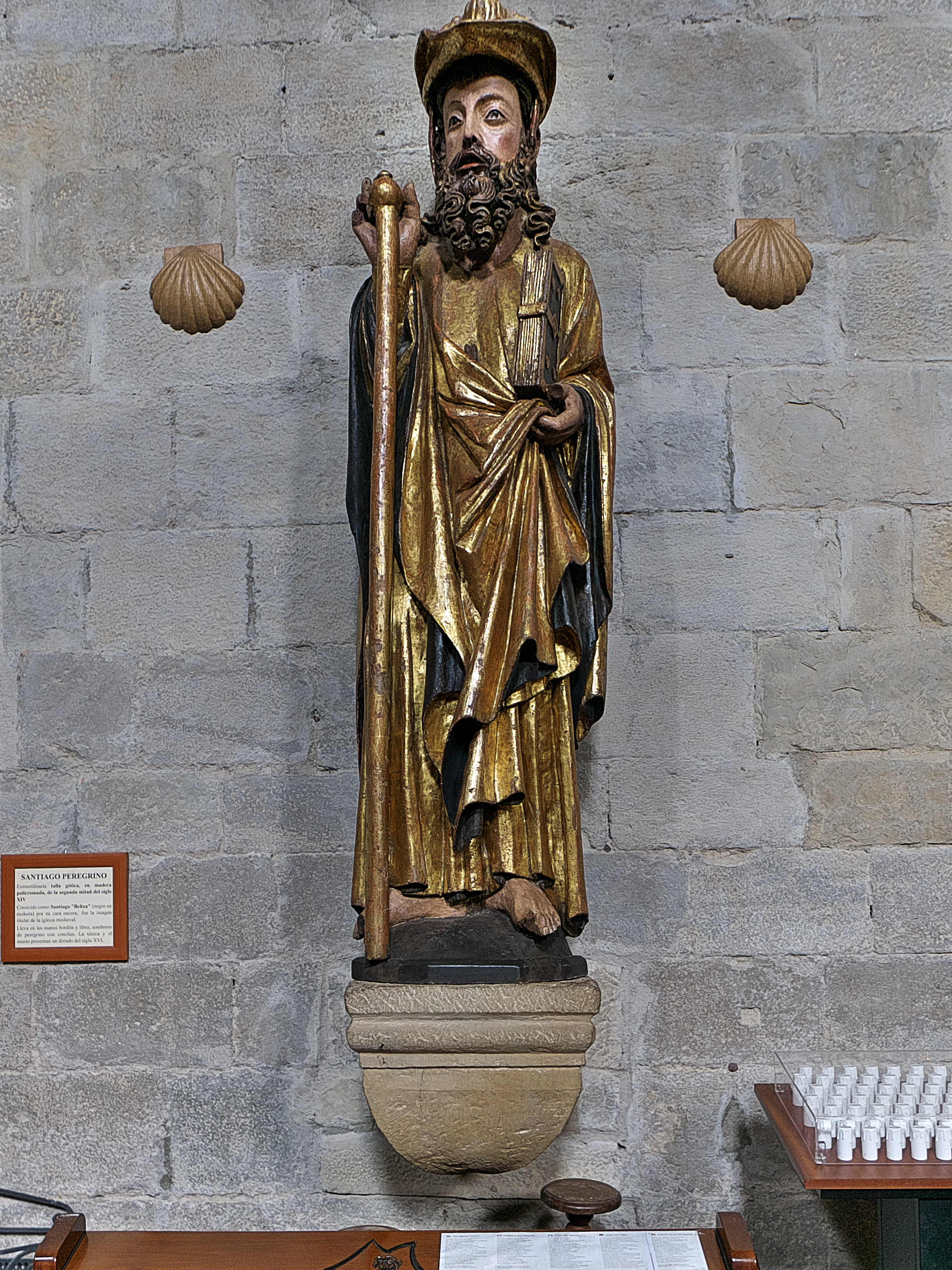
Santiago beltza

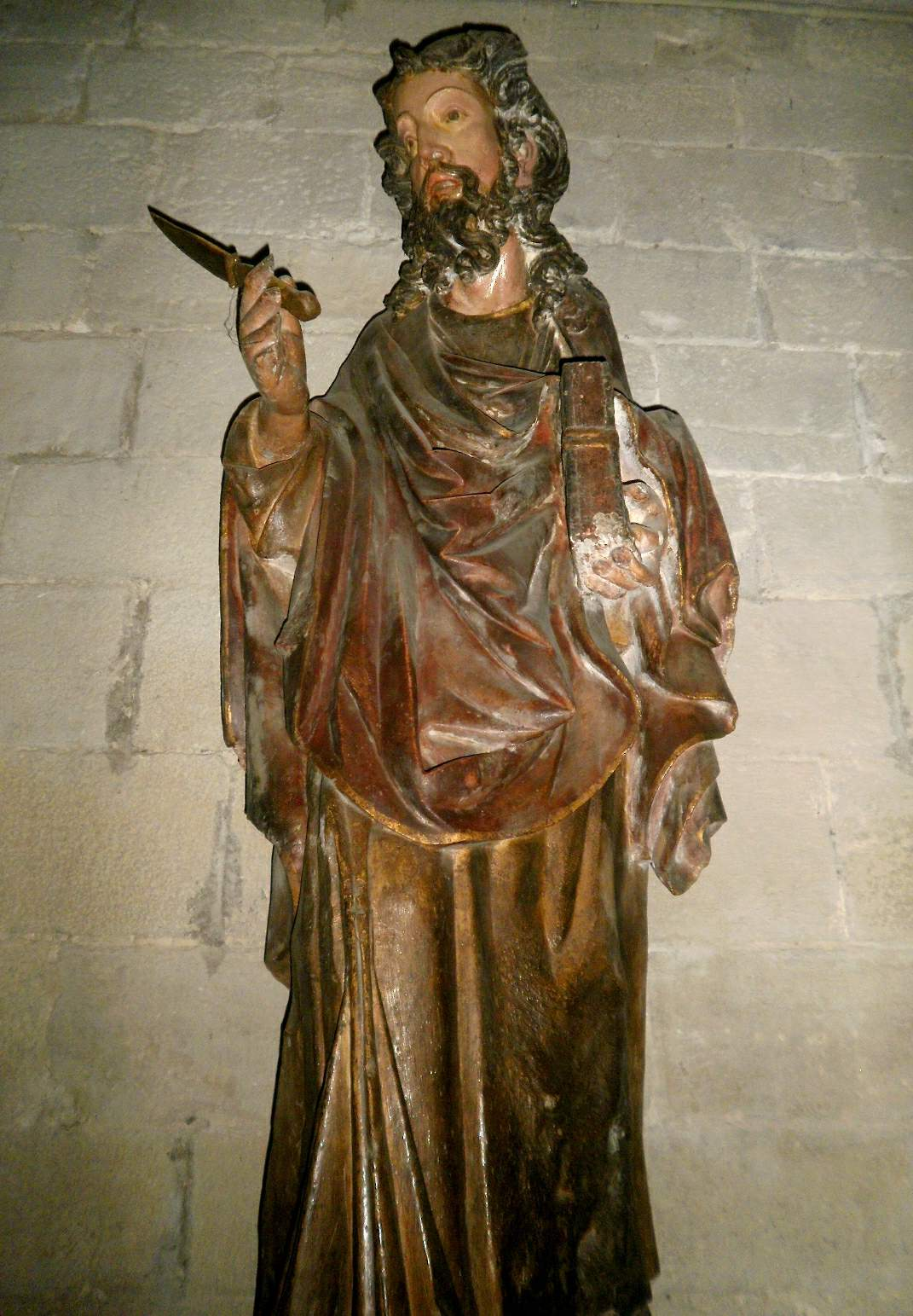
San Bartolomé

En el interior de la iglesia, en el segundo tramo, adosada al muro norte, se encuentra una imagen de Santiago peregrino, conocida como Santiago beltza (negro, en vasco), por su color moreno. Se trata de una extraordinaria talla gótica de la segunda mitad del siglo XIV, que estaba situada en el altar mayor de la iglesia medieval. Va ataviado con las vestiduras propias del peregrino jacobeo: bordón o bastón de peregrino y sombrero con conchas. Su rostro presenta rasgos góticos con cejas arqueadas, ojos rasgados, boca entreabierta y barbas bien trabajadas de ondulación geométrica. Forma un bloque muy rectilíneo de contornos ajustándose a la anchura del tronco del árbol del que fue tallado. La túnica y el manto presentan un dorado del siglo XVI con la vuelta del manto de color pardo.
En el muro opuesto, otra magnífica imagen gótica del siglo XIV, de estilo similar, representa a san Bartolomé. Realizada en piedra policromada, a excepción de la mano derecha y el cuchillo, que han sido repuestos en madera, su posición es más dinámica que la de Santiago, ya que avanza con la rodilla moviendo el manto hacia adelante y enriqueciendo las líneas del contorno. Excelente es también el tratamiento dado al rostro con cejas arqueadas, ojos almendrados y boca entreabierta. La barba, separada del cuello, está tratada con gran detallismo y formada por trazos sinuosos.

### Retablo mayor
El retablo del presbiterio fue encargado en 1665 a los maestros navarros Gabriel de Berástegui y José de Huici. Se trata de un magnífico retablo barroco, en el que los elementos figurativos se presentan ricamente policromados y los estructurales y ornamentales cubiertos por sobredorado. Se compone de tres pisos horizontales y tres calles verticales.
El piso inferior o banco presenta en el centro el sagrario, dentro de un templete neobarroco del siglo XX, flanqueado por dos tableros decorados con ingenuos relieves de carácter naturalista que representan la aparición de la Virgen a Santiago en Zaragoza y la decapitación del santo en Jerusalén, entre cuatro netos cubiertos por ornamentación, los dos centrales con la cruz de Santiago entre veneras. Estos tableros ocultan sendos armarios relicarios a cada lado, que se abren para su veneración el día de Todos los Santos.
En el piso central, las calles laterales están flanqueadas por dos pares de columnas corintias de orden gigante que sostienen un pronunciado friso con triglifos y cogollos de hojas carnosas. En la calle central, se dispuso hacia 1770 un Santiago peregrino, de excelente calidad y posiblemente realizado en un taller madrileño, dentro de una hornacina de columnas corintias con guirnaldas que sostienen un frontón curvo partido del que salen rayos dorados con la cruz de Santiago en el centro. A izquierda y derecha se muestran las imágenes de san Sebastián y san Roque, realizadas en 1742 seguramente por Francisco Barona, sobre peanas de follaje y debajo de unas aparatosas placas de ornamentación vegetal.
En el piso superior o ático, las calles están delimitadas por pilastras con pendientes y remate curvo con un escudo sobre cartela vegetal entre sendos blasones de la villa y, en lo más alto, la cruz de Santiago y la venera. Contiene un Crucificado del segundo tercio del siglo XVI y dos imágenes barrocas de la Virgen y san Juan.